# Arthur Stewart
Arthur Stewart (Ballymena, 1942. január 13. – 2018. március 3.) válogatott északír labdarúgó, csatár, edző.

## Pályafutása

### Klubcsapatban
1957 és 1961 között a Ballymena United labdarúgója volt. 1961 és 1967 között a Glentoranban szerepelt, ahol két bajnoki címet és egy északír kupa-győzelmet ért el a csapattal. 1967-ben a amerikai Detroit Cougars játékosa volt. 1967 és 1970 között az angol Derby Countyban játszott, majd visszatért a Ballymena Unitedhez, ahol 1971-től már vezetőedző is volt. 1976-ban játszott a Distillery, az amerikai New Jersey Americans és a Bangor együtteseiben. 1976-77-ben a Cliftonville labdarúgója volt. 1977 és 1979 között a Glentoran csapatában lépett pályára utoljára, miközben az együttes vezetőedzője is volt.

### A válogatottban
1967 és 1968 között hét alkalommal szerepelt az északír válogatottban.

### Edzőként
1971 és 1976 között a Ballymena United, 1977 és 1979 között a Glentoran vezetőedzője volt. Dolgozott még az amerikai New Jersey Americans, a Ballyclare Comrades és a Ballymoney United csapatainál is.

## Sikerei, díjai
Glentoran
- Északír bajnokság
  - bajnok: 1963–64, 1966–67
- Északír kupa
  - győztes: 1966